# Fender Marauder
La Fender Marauder è stata una delle chitarre più rare mai realizzate da Fender. La Marauder doveva entrare a far parte della linea di prodotti poco prima che Leo Fender vendesse l'azienda alla CBS, ma non è mai entrata in produzione. Dopo aver introdotto la Jazzmaster nel 1958 e la Jaguar nel 1962, tra il 1964 e il 1965, Fender ha prototipato la Marauder. Furono realizzate due "versioni": Type I, con quattro pickup nascosti sotto il battipenna, mostrati nel catalogo del 1965, e Type II, con i pickup montati in modo più convenzionale sul battipenna e mai apparsi in nessun catalogo.

## Prototipi
Il prototipo originale di Fender Marauder era una chitarra Jaguar con una targhetta con numero di serie "L" costruita nel 1963 e posseduta, modificata e suonata personalmente da Quilla "Porky" Freeman . Alla fine degli anni '70, "Porky" la vendette al commerciante Norm Harris che presto la vendette nuovamente al chitarrista/storico Robb Lawrence (che ha documentato la storia della Marauder). Questa chitarra utilizzava quattro grandi pickup sperimentali a 12 poli leggermente sfalsati con armature profonde che producevano una tonalità molto "percussiva".
Le poche versioni Fender del 1964-65 non hanno mai superato ufficialmente le fasi del prototipo, presumibilmente perché i pickup nascosti (variazione Type I) erano troppo costosi per la produzione di massa o la tecnologia stessa era troppo costosa da concedere in licenza.
Questi campioni originali della Marauder avevano quattro pickup più larghi e ad alta potenza con 16 poli, tutti incanalati in profondità nel corpo e nascosti sotto il battipenna. L'intera idea di Porky era quella di avere una totale facilità di suonabilità senza grandi pickup sporgenti e avere comunque un'elettronica molto versatile. I quattro interruttori a 3 vie davano 48 diverse caratteristiche tonali con le sue posizioni di pickup dentro e fuori fase.
La Marauder non fu mai resa disponibile al pubblico e i sei modelli di pre-produzione conosciuti furono regalati come promozioni ai negozi nell'area di Fullerton, in California.

## Nuovi modelli

### Fender Modern Player Marauder (2011-2013)
Nell'ottobre 2011, Fender ha introdotto un nuovo modello Marauder come parte della serie entry-level "Modern Player". Questa Marauder condivide la forma generale del corpo dell'originale degli anni '60 ma ha un sistema di commutazione semplificato con interruttore a 5 vie, volume principale e controlli del tono. Presenta inoltre un pickup humbucker Triplebucker e un pickup Modern Player Jazzmaster nelle posizioni Lead e Rhythm. Questo modello è anche unico in quanto primo modello di produzione Fender ad essere realizzato con un corpo in legno Koto. La chitarra ha un manico in acero a forma di C, tastiera in palissandro, ponte tremolo sincronizzato in stile vintage, meccaniche in stile vintage e hardware in nichel/cromo. Le colorazioni disponibili erano Nero e Lake Placid Blue.
Una recensione della modalità humbucker cita un suono brillante e incisivo, che si dice funzioni su riff pesanti e accordi di potenza mentre l'impostazione a tripla bobina crea un tono più caldo con un'uscita leggermente ridotta.

## Riferimenti
1. ↑   Deek Dickerson, The Strat in the Attic: Thrilling Stories of Guitar Archaeology, Voyageur Press, 06/10/2013,  p. 127, ISBN 9780760343852.
2. ↑  The Fender Book: A Complete History of Fender Electric Guitars by Tony Bacon, Paul Day.
3. ↑   Musician's Friend,  https://www.musiciansfriend.com/guitars/fender-modern-player-marauder-electric-guitar. URL consultato il 22 July 2018.
4. ↑  (EN) guitarspecs.net,  http://guitarspecs.net/guitar/specs/104/modern-player-marauder_fender. URL consultato il 22 luglio 2018.
5. ↑  (EN) Fender Modern Player Marauder review, in MusicRadar. URL consultato il 22 luglio 2018.